# Alina Kołodziejczyk
Alina Kołodziejczyk (ur. 25 kwietnia 1942 w Dobrzechowie) – polska nauczycielka, poseł na Sejm PRL V kadencji z ramienia PZPR.

## Życiorys
Uzyskała wykształcenie wyższe w specjalizacji filologii polskiej. Była nauczycielką w Liceum Ogólnokształcącym w Strzyżowie. Zasiadała w Wojewódzkiej Radzie Narodowej w Rzeszowie. Od 1971 do 1972 pełniła mandat posła, zastępując zmarłego Jana Gerharda w okręgu Krosno. W latach 1981–1990 zasiadała w zarządzie Towarzystwa Miłośników Ziemi Strzyżowskiej.